# Ciobotarka, Sakî
Ciobotarka (în ucraineană Чоботарка) este un sat în comuna Orihove din raionul Sakî, Republica Autonomă Crimeea, Ucraina.

## Demografie
Componența lingvistică a localității Ciobotarka
     Rusă (72,56%)
     Ucraineană (23,68%)
     Tătară crimeeană (3,01%)
     Alte limbi (0,75%)
Conform recensământului din 2001, majoritatea populației localității Ciobotarka era vorbitoare de rusă (72,56%), existând în minoritate și vorbitori de ucraineană (23,68%) și tătară crimeeană (3,01%).